# Гагарин, я Вас любила!
Гагарин, я Вас любила — перший хіт українського рок-гурту Ундервуд. Пісню було написано у 2001 році лідером гурту Максимом Кучеренком. Після перегляду фільму по українському телебаченню лідер українського рок-гурту «Ундервуд» Максим Кучеренко написав однойменну пісню. Напочатку 2001 року вийшов сингл «Гагарин, я вас любила» і відеокліп на пісню, з однойменною назвою фільму Валентини Руденко Гагарин, я Вас любила (1991) . Пісня «Гагарин, я вас любила» увійшла до першого альбому гурту Ундервуд «Все пройдет, милая» (2002). Пізніше ця пісня стала саундтреком до фільму Романа Качанова «Даун-Хаус» (2001).